# Amphoricarpos
Amphoricarpos – rodzaj roślin z rodziny astrowatych. Obejmuje pięć gatunków występujących na Bałkanach, w Azji Mniejszej i na Kaukazie.

## Morfologia
PokrójNiskie, pozbawione kolców krzewy.
LiścieCałobrzegie lub drobno ząbkowane, od góry zielone, od spodu biało owłosione.
KwiatySkupione w pojedynczych koszyczkach osadzonych na długich szypułkach lub głąbikach. Okrywę tworzą łuskowate, jajowate do jajowatolancetowate listki. Na dnie koszyczka znajdują się długie, szydlaste, na szczycie skręcone łuski. Kwiaty zewnętrzne w koszyczku są żeńskie, a środkowe obupłciowe lub funkcjonalnie męskie. Korony kwiatów są fioletowe, różowe lub białe.
OwoceZewnętrzne niełupki są spłaszczone i oskrzydlone, wewnętrzne są wąskopodługowate. Puch kielichowy w postaci szydlastych ości.

## Systematyka
Rodzaj zaliczany do podplemienia Centaureinae, plemienia Cardueae, podrodziny Carduoideae w obrębie rodziny astrowatych Asteraceae, w obrębie którego wydzielany jest do tzw. grupy Xeranthemum. Grupa ta wyodrębniana jest też w osobne podplemię Xerantheminae Cass. ex Dumort.
Wykaz gatunków
- Amphoricarpos autariatus Blečić & E.Mayer
- Amphoricarpos elegans Albov
- Amphoricarpos exsul O.Schwarz
- Amphoricarpos neumayerianus (Vis.) Greuter
- Amphoricarpos praedictus Ayasligil & Grierson